# Nước nặng
Nước nặng là nước chứa một tỷ lệ đồng vị đơteri (deuterium) cao hơn thông thường, hoặc là đơteri oxide, D2O hay ²H2O, hoặc là đơteri proti oxide, HDO hay H¹H²O. Các tính chất vật lý và hóa học của nó là gần như tương tự như của nước (H2O). Nước nặng có thể chứa nhiều tới 100% D2O, và thông thường thì thuật ngữ này nói tới nước trong đó có tỷ lệ cao đơteri. Sự thay thế đồng vị bằng đơteri biến đổi năng lượng liên kết của liên kết hiđrô-oxy trong nước, dẫn tới biến đổi các tính chất vật lý, hóa học và đặc biệt là sinh học của nước chứa thuần túy hay làm giàu cao bằng đơteri ở mức độ lớn hơn so với được tìm thấy trong phần lớn các hợp chất hóa học được thay thế bằng đồng vị.
Không nên nhầm lẫn nước nặng với nước cứng hay với nước siêu nặng.

## Các nghĩa khác

### Nước bán nặng

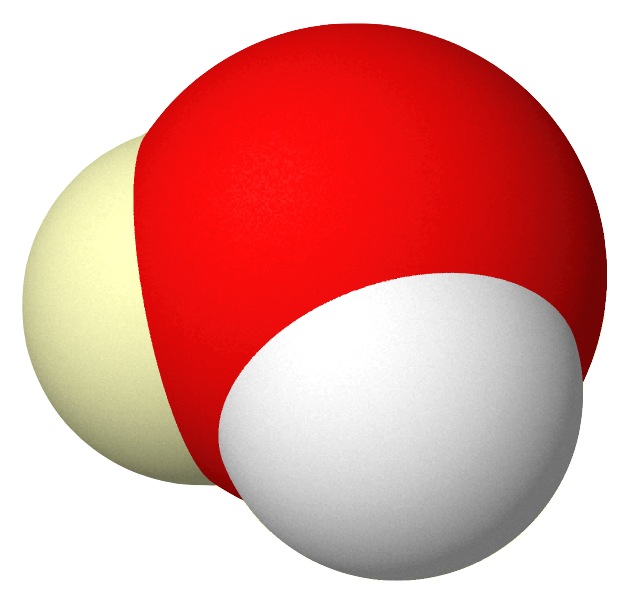
Mô hình phân tử nước bán nặng

Nước bán nặng, HDO, tồn tại tại bất kỳ đâu trong nước với hiđrô-1 (hay proti) và đơteri tồn tại trong hỗn hợp. Điều này là do các nguyên tử hiđrô (proti và đơteri) được trao đổi nhanh chóng giữa các phân tử nước. Nước chứa 50% H và 50% D về thành phần hiđrô trên thực tế chứa khoảng 50% HDO và 25% cho mỗi loại H2O và D2O, trong cân bằng động lực học.
Nước bán nặng, HDO, xuất hiện tự nhiên trong nước thông thường ở tỷ lệ khoảng 1 phân tử trên 3.200 (mỗi hiđrô có xác suất là 1 trên 6.400 là D). Nước nặng, D2O, theo so sánh, xuất hiện tự nhiên ở tủy lệ chỉ khoảng 1 phân tử trong 41 triệu (nghĩa là 1 trên 6.4002). Điều này có nghĩa là nước bán nặng trên thực tế là phổ biến hơn nhiều so với nước nặng 'thông thường'.

### Nước oxy nặng
Một kiểu thông thường của nước oxy nặng H2O18 có sẵn về mặt thương mại để sử dụng như là chất theo dõi dấu vết đồng vị không phóng xạ (xem nước đánh dấu kép để có thêm chi tiết), và cũng được gọi là "nước nặng" do cũng có tỷ trọng riêng cao hơn so với nước thông thường (trong trường hợp này nó có tỷ trọng riêng gần giống như của đơteri oxide). Với chi phí cao (do các khó khăn lớn trong việc tách bóc O-17, một đồng vị ít phổ biến của oxy), nước cũng có ở dạng trong đó oxy được làm giàu ở các mức độ khác nhau bằng O17. Tuy nhiên, các kiểu nước chứa đồng vị nặng này ít khi được gọi là "nước nặng", do chúng không chứa đơteri để tạo ra D2O với các tính chất sinh học và hạt nhân khác biệt đặc trưng. Chẳng hạn, các dạng nước oxy nặng với hiđrô thông thường không thể hiện bất kỳ độc tính nào (xem chi tiết về độc tính dưới đây).

## Tính chất vật lý (so với nước nhẹ)
| Tính chất                          | D2O (nước nặng)     | H2O (nước nhẹ) |
| ---------------------------------- | ------------------- | -------------- |
| Điểm đóng băng (°C)                | 3,82                | 0,0            |
| Điểm sôi (°C)                      | 101,4               | 100,0          |
| Tỷ trọng riêng (ở 20 °C, g/mL)     | 1,1056              | 0,9982         |
| Nhiệt độ có tỷ trọng lớn nhất (°C) | 11,6                | 4,0            |
| Độ nhớt (ở 20 °C, mPa·s)           | 1,25                | 1,005          |
| Sức căng bề mặt (ở 25 °C, μJ)      | 7,193               | 7,197          |
| Nhiệt nóng chảy (cal/mol)          | 1.515               | 1.436          |
| Nhiệt hóa hơi (cal/mol)            | 10.864              | 10.515         |
| pH (tại 25 °C)                     | 7,41 (đôi khi "pD") | 7,00           |

Không có tính chất vật lý nào được liệt kê cho nước bán nặng "tinh khiết", do nó không thể cô lập ở lượng đủ lớn. Ở trạng thái lỏng, rất ít phân tử nước ở trạng thái ion hóa, nghĩa là các nguyên tử hiđrô có thể trao đổi giữa các nguyên tử oxy khác nhau. Một mẫu nước bán nặng "tinh khiết" giả thuyết sẽ nhanh chóng biến đổi thành hỗn hợp động lực gồm 25% nước nhẹ, 25% nước nặng và 50% nước bán nặng.
Các tính chất vật lý rõ ràng nhờ kiểm tra: Nước nặng nặng hơn khoảng 10,6% so với nước thông thường, một khác biệt gần như không thể nhận biết trong một mẫu chứa nó (nó trông giống và có mùi vị y như nước thường). Một trong rất ít cách thức để chứng minh nước nặng có các tính chất vật lý khác biệt mà không cần thiết bị phức tạp là đóng băng mẫu nước và thả nó vào trong nước thường. Băng tạo ra từ nước nặng chìm trong nước thường. Nếu như nước thường được làm lạnh gần tới điểm đóng băng thì hiện tượng này có thể được quan sát đủ lâu để có chứng minh tốt, do băng của nước nặng có nhiệt độ nóng chảy hơi cao hơn của nước đá thường (3,8 °C), và vì thế nó sẽ được giữ rất tốt trong nước thông thường gần điểm đóng băng.

## Lịch sử
Harold Urey phát hiện ra đồng vị đơteri năm 1931 và sau đó đã có thể cô đặc nó trong nước. Người thầy của Urey là Gilbert Newton Lewis đã cô lập mẫu đầu tiên của nước nặng tinh khiết bằng điện phân năm 1933. Năm 1934 George de Hevesy và Hoffer sử dụng nước nặng trong một trong những thực nghiệm dò tìm vết sinh học đầu tiên, để ước tính tốc độ luân chuyển nước trong cơ thể người. Lịch sử về sản xuất và sử dụng ở quy mô lớn đối với nước nặng trong các thực nghiệm hạt nhân ban đầu được đưa ra dưới đây

## Tác động đối với hệ thống sinh học
Các đồng vị nặng của các nguyên tố hóa học có các hành vi hóa học khác biệt rất nhỏ, nhưng đối với phần lớn các nguyên tố thì các khác biệt trong hành vi hóa học giữa các đồng vị là quá nhỏ để sử dụng, hoặc thậm chí là để phát hiện ra. Tuy nhiên, đối với hiđrô thì điều này là không đúng. Các hiệu ứng đồng vị hóa học lớn hơn được ghi nhận ở đơteri và triti là hiển nhiên do năng lượng liên kết trong hóa học được xác định trong cơ học lượng tử bằng các phương trình trong đó lượng khối lượng quy đổi của hạt nhân và các electron xuất hiện. Đại lượng này bị biến đổi trong các hợp chất chứa hiđrô nặng (trong đó đơteri oxide là phổ biến và thông thường nhất) nhiều hơn so với các thay thế đồng vị nặng trong các nguyên tố khác. Hiệu ứng đồng vị này của hiđrô nặng được mở rộng xa hơn trong các hệ thống sinh học, là các hệ thống rất nhạy cảm trước các thay đổi nhỏ trong các tính chất dung môi của nước.
Nước nặng là chất hóa học duy nhất đã biết có ảnh hưởng tới chu kỳ của các dao động mỗi ngày một lần, làm tăng chúng một cách kiên định. Hiệu ứng được quan sát trong các sinh vật đơn bào, thực vật có lá xanh, động vật chân giống (Isopoda), côn trùng, chim, chuột và chuột nhảy. Cơ chế này hiện vẫn chưa rõ nguyên nhân.
Để thực hiện nhiệm vụ của mình, các enzym phải dựa vào các mạng liên kết hiđrô hòa hợp tinh vi của chúng, cả tại tâm hoạt hóa với các chất nền của chúng lẫn ngoài tâm hoạt hóa, để ổn định các cấu trúc không gian của chúng. Do liên kết hiđrô với đơteri là hơi mạnh hơn so với khi liên kết bằng hiđrô thường, nên trong môi trường giàu đơteri thì một số phản ứng thông thường trong tế bào bị phá vỡ.
Cụ thể bị tác động mạnh từ nước nặng là các tổ hợp tinh vi của sự hình thành thể chia sợi cần thiết cho phân chia tế bào của sinh vật nhân chuẩn. Thực vật ngừng phát triển và hạt không nảy mầm khi chỉ cung cấp cho chúng nước nặng, do nước nặng ngừng sự phân chia tế bào của sinh vật nhân chuẩn.

### Tác động lên động vật
Các thực nghiệm đối với chuột nhắt, chuột cống và chó đã chứng minh rằng mức độ 25% đơteri hóa gây ra (đôi khi là không thể đảo ngược) độ vô sinh, do cả giao tử lẫn hợp tử đều không thể phát triển. Nồng độ cao của nước nặng (90%) nhanh chóng giết chết cá, nòng nọc, giun dẹt và ruồi giấm (Drosophila spp.). Các động vật có vú như chuột cống được uống nước nặng sẽ chết sau khoảng 1 tuần, vào khi hiđrô của nước trong cơ thể chúng đạt ngưỡng khoảng 50% là đơteri. Kiểu chết tương tự như ở ngộ độc tế bào (chẳng hạn như ở hóa trị liệu) hoặc trong triệu chứng phóng xạ cấp tính (mặc dù đơteri là không phóng xạ), và là do tác động của đơteri trong việc ức chế phân chia tế bào nói chung. đơteri oxide được sử dụng để tăng cường trị liệu bắt neutron bo. Nó có độc tính cao đối với các tế bào ác tính hơn là đối với tế bào thông thường nhưng hàm lượng cần thiết lại là quá cao đối với sử dụng đều đều. Như ở hóa trị liệu, các động vật có vú ngộ độc đơteri chết do hư hỏng tủy xương (mất máu và nhiễm trùng) và các chức năng đường tiêu hóa (tiêu chảy và mất nước).
Mặc cho các vấn đề của thực vật và động vật khi phải sống với quá nhiều đơteri, các sinh vật nhân sơ như vi khuẩn (không có các vấn đề về thể chia sợi gây ra bởi đơteri) có thể sinh sôi nảy nở trong các điều kiện toàn đơteri, tạo ra kết quả là sự thay thế trọn vẹn các nguyên tử hiđrô trong protein và DNA của vi khuẩn bằng đồng vị đơteri. Sự thay thế toàn bộ bằng các đồng vị nguyên tử nặng có thể xảy ra ở các sinh vật bậc cao bằng các đồng vị nặng không phóng xạ khác (như cacbon-13, nitơ-15 và oxy-18), nhưng điều này không thể thực hiện để đối với đồng vị nặng ổn định của hiđrô.

### Độc tính đối với người
Do cần phải có lượng nước nặng rất lớn để thay thế từ 25 tới 50% lượng nước trong cơ thể người (chiếm khoảng 70% trọng lượng cơ thể) bằng nước nặng, nên đầu độc ngẫu nhiên hay có chủ định bằng nước nặng là không thể nên trong thực tế thường là bỏ qua. Để ngộ độc, một lượng lớn nước nặng cần phải uống vào mà không có lượng đáng kể nước thường nào được đưa vào trong nhiều ngày để sinh ra các hiệu ứng ngộ độc đáng kể (mặc dù trong một ít thử nghiệm, những người tình nguyện uống một lượng khá lớn nước nặng đã thông báo là có triệu chứng chóng mặt, một hiệu ứng có thể là do thay đổi tỷ trọng của chất dịch trong tai trong). Ví dụ, một người cân nặng 70 kg chứa khoảng 50 kg nước và uống 3 lít nước nặng tinh khiết mỗi ngày, thì người này cần phải làm điều này gần 5 ngày để đạt được ngưỡng 25% đơteri hóa, và khoảng 11 ngày để đạt ngưỡng 50% đơteri hóa. Vì thế, phải mất 1 tuần chỉ uống nước nặng để bắt đầu cảm thấy ốm yếu, và 10-15 ngày (phụ thuộc lượng nước đưa vào) để ngộ độc trầm trọng và chết. Trong sự kiện nói chung khó có thể xảy ra là người nào đó đã nhận được một liều gây ngộ độc nước nặng, biện pháp xử lý là sử dụng thay thế nước theo đường ven (do rối loạn tiêu hóa và các vấn đề khác có thể xảy ra đối với sự hấp thụ các chất lỏng). Nó có thể thực hiện thông qua dung dịch chloride natri (dung dịch đẳng trương) 0,9% với các muối khác khi cần thiết, có thể là cùng với các thuốc lợi tiểu.
Liều lượng nước nặng theo đường miệng là trong khoảng vài gam, cùng với oxy nặng O18, thông thường được sử dụng trong thực nghiệm trao đổi chất ở người. Xem thử nghiệm nước đánh dấu kép. Do một trong 6.400 nguyên tử hiđrô là đơteri, một người nặng 50 kg chứa 32 kg nước trong cơ thể thông thường chứa đủ lượng đơteri (khoảng 1,1 gam) để tạo ra 5,54 gam nước nặng tinh khiết, vì thế gần đúng liều lượng này là cần để nhân đôi lượng đơteri trong cơ thể.
Hoa Kỳ đã cấp bằng sáng chế số 5223269 Lưu trữ ngày 4 tháng 6 năm 2016 tại Wayback Machine để sử dụng nước nặng trong xử lý chứng tăng huyết áp (cao huyết áp). Tụt huyết áp có thể một phần nào giải thích các sự cố đã báo cáo về hoa mắt chóng mặt trong khi tiêu hóa.

## Báo cáo gây nhầm lẫn về sự cố nhiễm "nước nặng"
Năm 1990, một nhân viên bất mãn là Daniel George Maston tại Nhà máy điện nguyên tử Mũi Lepreau ở Canada đã thu được một mẫu (ước khoảng "nửa cốc") nước nặng từ hệ thống vận chuyển nhiệt chính của lò phản ứng, và đổ nó vào hệ thống lọc và làm mát nước uống cho công nhân nhà máy. Tám công nhân đã uống một ít nước nhiễm xạ này. Sự cố được phát hiện khi các công nhân bắt đầu để lại các mẫu nước tiểu kiểm định sinh học với mức triti cao. Lượng nước nặng đã uống là thấp hơn nhiều so với liều có thể gây ngộ độc thật sự đối với nước nặng, nhưng một số công nhân đã nhận được mức phóng xạ nâng cao từ triti và các chất hoạt hóa neutron trong nước. Đây không phải sự việc về ngộ độc nước nặng, mà là ngộ độc phóng xạ từ các đồng vị khác có trong nước nặng. Một số báo chí đã không cẩn thận để phân biệt rõ ràng các điểm này, và một số công chúng đã có ấn tượng rằng nước nặng thông thường là chất phóng xạ và có độc tính nghiêm trọng hơn so với thực chất nó có. Ngay cả khi nước nặng tinh khiết đã được sử dụng trong hệ thống làm lạnh nước vô hạn định, thì sự việc cũng không phải dễ phát hiện hay dễ gây ra thương tổn, do không có người lao động nào lại có thể uống nhiều tới mức 25% nhu cầu nước hàng ngày của mình từ nguồn như thế.

## Sản xuất
Trên Trái Đất, nước bán nặng, HDO, xuất hiện tự nhiên trong nước thông thường ở tỷ lệ khoảng 1 phân tử trên 3.200. Điều này có nghĩa là 1 trên 6.400 nguyên tử hiđrô là đơteri, chiếm khoảng một phần 3.200 theo trọng lượng của hiđrô. HDO có thể tách ra từ nước thông thường nhờ chưng cất hay điện phân hay một số quá trình trao đổi hóa học khác, tất cả chúng đều sử dụng hiệu ứng đồng vị động lực. (Để có thêm thông tin về phân bố đồng vị của đơteri trong nước, xem Chuẩn Vienna nước đại dương trung bình (VSMOW).)
Khác biệt về khối lượng giữa hai đồng vị của hiđrô chuyển dịch thành khác biệt trong năng lượng điểm 0 và vì thế thành khác biệt nhỏ trong tốc độ mà phản ứng diễn ra. Khi HDO trở thành một phần đáng kể của nước, nước nặng sẽ trở nên nhiều hơn do các phân tử nước trao đổi các nguyên tử hiđrô rất thường xuyên. Để sản xuất nước nặng tinh khiết bằng chưng cất hay điện phân đòi hỏi một tầng các lò cất lớn hay các khoang điện phân, và tiêu thụ một lượng điện năng lớn, vì thế nói chung các phương pháp hóa học nói chung được ưa thích hơn. Phương pháp hóa học quan trọng nhất là quy trình sulfide Girdler.

### Hoa Kỳ
Năm 1953, Hoa Kỳ bắt đầu sử dụng nước nặng trong các lò phản ứng sản xuất plutoni tại tổ hợp sông Savannah (SRS). Lò phản ứng đầu tiên trong số 5 lò đã đi vào hoạt động năm 1953, và lò cuối cùng bị tắt năm 1996. Các lò phản ứng tại SRS là các lò phản ứng nước nặng sao cho chúng có thể sản xuất cả plutoni và triti cho chương trình vũ khí hạt nhân của Hoa Kỳ.
Hoa Kỳ đã phát triển quy trình sản xuất bằng trao đổi hóa học sulfide Gidler, lần đầu tiên được biểu lộ ở quy mô lớn tại nhà máy ở Dana năm 1945 và tại nhà máy van sông Savannah, Nam Carolina năm 1952. Nhà máy sông Savannah (SRP) do DuPont vận hành cho Bộ Năng lượng Hoa Kỳ (USDOE) đến ngày 1 tháng 4 năm 1989, sau đó bàn giao lại cho Westinghouse.

### Na Uy
Năm 1934, Norsk Hydro xây dựng nhà máy sản xuất nước nặng thương mại đầu tiên tại Vemork, Tinn, với công suất 12 tấn mỗi năm. Từ năm 1940 và trong suốt Đại chiến thế giới lần thứ hai thì nhà máy này nằm dưới sự kiểm soát của Đức quốc xã và Đồng minh đã quyết định phải phá hủy nhà máy cùng nước nặng của nó để ngăn ngừa Đức phát triển các vũ khí hạt nhân. Cuối năm 1942, cuộc đột kích đã lên kế hoạch của không quân Anh bị thất bại, cả hai tàu lượn đều bị rơi. Những người đột kích bị người Đức giết chết sau khi tàu lượn rơi hoặc bị tử hình sau đó. Nhưng vào đêm 27 tháng 2 năm 1943 chiến dịch Gunnerside đã thành công. Đặc công Na Uy và lực lượng du kích địa phương đã kịp thời phá hủy các bộ phận nhỏ nhưng quan trọng của các lò điện phân, đổ nước nặng đã tích lũy được vào hệ thống thoát nước của nhà máy. Điều này dã góp một phần vào việc ngăn chặn Đức xây dựng lò phản ứng hạt nhân.
Ngày 16 tháng 11 năm 1943, lực lượng không quân của Đồng minh đã ném trên 400 quả bom vào khu vực này. Cuộc đột kích đường không của Đồng minh đã thúc đẩy chính quyền Đức quốc xã di chuyển toàn bộ lượng nước nặng sẵn có về Đức để đảm bảo an toàn. Ngày 20 tháng 2 năm 1944, du kích Na Uy đã đánh chìm phà SF Hydro chở nước nặng đi ngang qua hồ Tinn, với 14 thường dân Na Uy bị chết và gần như toàn bộ lượng nước nặng bị mất. Chỉ một ít thùng chứa không đầy là nổi trên mặt nước và có thể được vớt lên và vận chuyển về Đức. Sự kiện này đã được viết thành kịch bản cho bộ phim năm 1965, The Heroes of Telemark (Những người hùng của Telemark).
Tuy nhiên, điều tra gần đây về hồ sơ sản xuất tại Norsk Hydro và phân tích thùng còn nguyên vẹn được vớt lên năm 2004 phát hiện ra rằng mặc dù các thùng trong chuyến giao hàng này chứa nước có pH bằng 14 — chỉ thị về quy trình tinh chế điện giải kiềm — nhưng chúng không chứa nồng độ cao của D2O. Mặc cho kích thước bề ngoài của chuyến giao hàng, tổng lượng nước nặng tinh khiết là quá nhỏ, phần lớn các thùng chỉ chứa 1/2–1% nước nặng tinh khiết. Người Đức cần phải có nhu cầu tổng cộng khoảng 5 tấn nước nặng để có thể vận hành lò phản ứng hạt nhân. Bản báo cáo chỉ rõ ra rằng khi đó chỉ có khoảng nửa tấn nước nặng được vận chuyển về Đức. Norsk Hydro đã vận chuyển quá ít nước nặng thậm chí chỉ cho một lò phản ứng, để lại 10 tấn hay nhiều hơn thế cần thiết để sản xuất đủ plutoni cho vũ khí hạt nhân. Chuyến giao hàng của Norsk Hydro ngày 20 tháng 2 năm 1944 có lẽ chỉ dành riêng cho dự án lò phản ứng thực nghiệm.

### Canada
Là một phần trong đóng góp của mình cho Dự án Manhattan, Canada đã xây dựng và vận hành nhà máy nước nặng bằng điện phân công suất 6 tấn mỗi năm tại Trail, BC, bắt đầu hoạt động năm 1943.
Atomic Energy of Canada Limited (AECL) thiết kế lò phản ứng sản xuất điện càn phải có một lượng lớn nước nặng trong vai trò tác nhân điều tiết neutron và chất làm mát. AECL đã đặt hàng 2 nhà máy nước nặng, được xây dựng và vận hành tại Canada Đại Tây Dương ở Glace Bay (bởi đơterium of Canada Limited) và Port Hawkesbury, Nova Scotia (bởi General Electric Canada). Các nhà máy này tỏ ra có các vấn đề về thiết kế, xây dựng và sản xuất đáng kể và vì thế AECL đã xây dựng nhà máy nước nặng Bruce, sau đó bán cho Ontario Hydro, để đảm bảo nguồn cung cấp tin cậy về nước nặng cho các nhà máy phát điện trong tương lai. Hai nhà máy tại Nova Scotia đã đóng cửa năm 1985 khi sản xuất của họ tỏ ra là không cần thiết.
Nhà máy nước nặng Bruce tại Ontario đã từng là nhà máy sản xuất nước nặng lớn nhất thế giới với công suất 700 tấn mỗi năm. Nó sử dụng quy trình sulfide Girdler để sản xuất nước nặng, và cần có 340.000 tấn nước đầu vào để sản xuất 1 tấn nước nặng. Nó là một phần của tổ hợp bao gồm 8 lò phản ứng CANDU cung cấp nhiệt và năng lượng cho nhà máy nước nặng. Tổ hợp nằm tại Douglas Point ở quận Bruce bên hồ Huron nơi nó có thể lấy nguồn nước từ Ngũ Đại Hồ.
Nhà máy Bruce đã được ủy nhiệm vào năm 1979 để cung cấp nước nặng cho nhu cầu lớn và gia tăng của các trạm phát điện hạt nhân ở Ontario. Nhà máy đã chứng tỏ là có hiệu quả đáng kể hơn so với dự trù và chỉ ba trong bốn khối đã lên lịch cuối cùng đã được ủy nhiệm. Bên cạnh đó, chương trình điện hạt nhân đã chậm dần xuống và cuối cùng đã dừng lại do sự cung cấp dư thừa điện năng, sau này được chỉ ra chỉ là tạm thời, vào năm 1993. Hiệu quả được cải thiện trong sử dụng và tái chế nước nặng cộng với sản xuất quá dư thừa tại Bruce đã làm cho Canada cỏ đủ lượng nước nặng cho các nhu cầu dự kiến trong tương lai. Bên cạnh đó, quy trình Girdlerdùng một lượng lớn sulfide hiđrô, gây ra các e ngại về môi trường nếu như nó bị thoát ra. Nhà máy nước nặng Bruce đã bị đóng cửa năm 1997, sau đó nhà máy này bị tháo dỡ dần và khu vực này được dọn sạch.
Atomic Energy of Canada Limited (AECL) hiện tại đang nghiên cứu các quy trình khác hiệu quả hơn và thân thiện môi trường hơn để sản xuất nước nặng. Điều này là thiết yếu cho tương lai của các lò phản ứng CANDU do nước nặng chiếm khoảng 20% chi phí vốn của mỗi lò phản ứng.

### Ấn Độ
Ấn Độ là nhà sản xuất nước nặng lớn thứ hai thế giới thông qua các cơ sở của Heavy Water Board Lưu trữ ngày 28 tháng 8 năm 2008 tại Wayback Machine.

### Iran
Ngày 26 tháng 8 năm 2006, tổng thống Iran Ahmadinejad đã khai mạc sự mở rộng nhà máy nước nặng của quốc gia này gần Arak. Iran đã chỉ ra rằng thiết bị sản xuất nước nặng sẽ hoạt động cùng với lò phản ứng nghiên cứu công suất 40 MW đã có lịch trình hoàn công vào năm 2009
Trong cuộc phỏng vấn được phát trên Kênh Thời sự của Iran (IRINN) ngày 27 tháng 8 năm 2006, người đứng đầu chương trình hạt nhân của Iran, Mohammad Sa'idi cho rằng nước nặng sẽ được dùng để điều trị AIDS và ung thư. Sử dụng hàng ngày cũng được khuyến cáo.

### Các quốc gia khác
Argentina là nhà sản xuất nước nặng đã tuyên bố khác, sử dụng công nghệ trao đổi amonia/hiđrô do công ty Thụy Sĩ Sulzer cung cấp.
România cũng sản xuất nước nặng tại nhà máy sulfide Girdler Drobeta và đã xuất khẩu nó.
Pháp vận hành một nhà máy nhỏ trong thập niên 1950 và 1960.
Tại Vương quốc Anh, Bộ Năng lượng Nguyên tử đã xây dựng một trạm tại hồ Morar năm 1947, có thể là điều tra việc sử dụng hồ làm nguồn nước nặng.

## Ứng dụng

### Cộng hưởng từ hạt nhân
đơteri oxide được sử dụng trong phổ học cộng hưởng từ hạt nhân khi dung môi cần quan tâm là nước và nuclid là hiđrô. Điều này là do tín hiệu từ dung môi nước có thể nhiễu vào tín hiệu từ phân tử cần quan tâm. đơteri có mômen từ khác với của hiđrô và vì thế không góp vào tín hiệu cộng hưởng từ hạt nhân ở tần số cộng hưởng của hiđrô.

### Tác nhân điều tiết neutron (neutron)
Nước nặng được sử dụng trong một số kiểu lò phản ứng hạt nhân nhất định trong đó nó đóng vai trò như là tác nhân điều tiết neutron để làm chậm neutron sao cho chúng có thể phản ứng với urani trong lò phản ứng. Các lò phản ứng CANDU sử dụng kiểu thiết kế này. Nước nhẹ cũng có thể đóng vai trò như là tác nhân điều tiết nhưng do nó hấp thụ nhiều neutron hơn so với nước nặng, nên các lò phản ứng sử dụng nước nhẹ phải dùng urani giàu chứ không phải urani tự nhiên, nếu khác đi thì điểm tới hạn là không thể. Việc sử dụng nước nặng làm tăng thực chất tính hiệu quả của phản ứng hạt nhân.
Do điều này, các lò phản ứng nước nặng sẽ là hiệu quả hơn trong việc sinh ra plutoni (từ urani-238) hay urani-233 (từ thori-232) so với các lò phản ứng nước nhẹ cùng kích thước, dẫn tới việc e ngại nhiều hơn về chúng khi đề cập tới phổ biến hạt nhân. Việc sản xuất ra và tách chiết plutoni có thể là hành trình tương đối nhanh và rẻ để chế tạo vũ khí hạt nhân, do việc tách hóa học của plutoni từ nhiên liệu là dễ hơn so với tách đồng vị của U-235 từ urani tự nhiên. Nước nặng điều tiết các lò phản ứng nghiên cứu hay các lò phản ứng sinh plutoni được xây dựng chuyên biệt đã được sử dụng cho mục đích này bởi phần lớn, nếu không là tất cả, các quốc gia sở hữu vũ khí hạt nhân, mặc dù về mặt lịch sử thì các vũ khí hạt nhân đầu tiên đã được sản xuất mà không có nó (nước nặng). Cacbon tinh khiết cũng có thể dùng như là tác nhân điều tiết, thậm chí trong các lò phản ứng hạt nhân dùng urani nghèo. Vì thế, tại Hoa Kỳ, lò phản ứng nguyên tử thực nghiệm đầu tiên (năm 1942), cũng như các lò phản ứng sản xuất Hanford của dự án Manhattan, trong đó sản xuất plutoni cho thử nghiệm Trinity và bom Fat Man, tất cả đều dùng tác nhân điều tiết neutron là cacbon và hoạt động mà không cần cả urani giàu lẫn nước nặng.
Không có chứng cứ nào cho thấy các lò phản ứng nước nặng dân sự để sản xuất điện năng nào, chẳng hạn như các thiết kế của CANDU hay Atucha, đã từng được sử dụng trong sản xuất quân sự để tạo ra vật liệu phân hạch. Tại các quốc gia chưa sở hữu vũ khí hạt nhân, vật liệu hạt nhân tại các cơ sở như vậy nằm dưới sự giám sát của IAEA nhằm ngăn cản những ý định như vậy.
Do tiềm năng của nó trước việc sử dụng trong các chương trình vũ khí hạt nhân, việc chiếm hữu hay xuất/nhập khẩu lượng lớn nước nặng ở quy mô công nghiệp nằm dưới sự kiểm soát nhà nước tại một số quốc gia. Các nhà cung cấp nước nặng và công nghệ sản xuất nước nặng thông thường phải đệ đơn lên IAEA (Tổ chức Năng lượng Nguyên tử Quốc tế) để thi hành việc giám sát và các vật liệu liên quan tới nước nặng (Tại Australia theo Đạo luật không phổ biến (giám sát) hạt nhân 1987.). Tại Hoa Kỳ và Canada, các khối lượng nước nặng phi công nghiệp (nghĩa là ở mức gam tới kg) là có sẵn thông qua các nhà cung cấp hóa chất, và các công ty thương mại trực tiếp, chẳng hạn như nhà cựu sản xuất chính trên thế giới (Ontario Hydro), mà không cần phải có giấy phép đặc biệt. Vào năm 2006, giá thành của một kilôgam nước nặng độ tinh khiết tại lò phản ứng ở mức 99,98% là khoảng $600 tới $700. Các lượng nhỏ hơn với độ tinh khiết hợp lý (99,9%) có thể mua từ các nhà cung cấp hóa chất ở mức giá khoảng $1 mỗi gam.

### Phát hiện nơtrino (neutrino)
Đài thiên văn Nơtrino Sudbury (SNO) ở Sudbury, Ontario sử dụng 1.000 tấn nước nặng vay từ Atomic Energy of Canada Limited. Thiết bị phát hiện nơtrino là đường hầm dài 2.073 m (6.800 ft) trong một mỏ sâu dưới đất, nhằm chắn nó từ các hạt muon sinh ra bởi các tia vũ trụ. SNO được xây dựng để trả lời câu hỏi về việc có hay không các nơtrino kiểu electron sinh ra bởi nhiệt hạch trong Mặt Trời (kiểu duy nhất mà Mặt Trời có thể sinh ra trực tiếp, phù hợp với lý thuyết) có thể chuyển thành các kiểu khác của nơtrino trên đường tới Trái Đất. SNO phát hiện bức xạ Cherenkov trong nước từ các electron cao năng lượng được sinh ra từ các nơtrino kiểu electron do chúng tham gia phản ứng với các neutron có trong đơteri, chuyển hóa chúng thành các proton và electron (chỉ có các electron là di chuyển đủ nhanh để có thể được phát hiện theo cách này). SNO cũng phát hiện bức xạ tương tự từ các sự kiện thưa thớt trong chuyển hóa nơtrino↔electron, trong đó cũng sinh ra các electron cao năng lượng. Hai phản ứng này chỉ được tạo ra bởi các nơtrino kiểu electron. Việc sử dụng đơteri là then chốt đối với hoạt động của SNO, do tất cả ba kiểu nơtrino có thể được phát hiện trong kiểu thứ ba của phản ứng, nơtrino-phân hủy, trong đó nơtrino của kiểu bất kỳ (electron, muon, tau) phân tán từ hạt nhân đơteri (đơteron), chuyển theo đủ năng lượng để phá vỡ đơteron liên kết lỏng lẻo thành neutron tự do và proton. Sự kiện này được phát hiện khi neutron tự do bị hấp thụ bởi ion Cl35− có trong NaCl được hòa tan có chủ tâm trong nước nặng, gây ra bức xạ các tia bắt gama đặc trưng. Vì thế, trong thực nghiệm này, nước nặng không chỉ cung cấp môi trường trong suốt cần thiết để sinh ra và trực quan hóa bức xạ Cherenkov, mà nó còn cung cấp đơteri để phát hiện các nơtrino kiểu mu (μ) và tau (τ) kỳ dị, cũng như trong vai trò của môi trường điều tiết không hấp thụ để bảo tồn các neutron tự do từ phản ứng này, cho đến khi chúng có thể được hấp thụ bởi các đồng vị hoạt hóa neutron dễ phát hiện.

### Kiểm nghiệm tốc độ trao đổi chất trong sinh lý học/sinh học
Nước nặng cũng là thành phần trong hỗn hợp với H2O18 cho thử nghiệm thông thường và an toàn về tốc độ trao đổi chất trung bình ở người và động vật trong các hoạt động thông thường của chúng. Thử nghiệm trao đổi chất này thông thường được gọi là thử nghiệm nước đánh dấu kép.

### Các hệ thống làm mát không độc hại trên tàu vũ trụ
Nước nặng (D2O) có nhiệt nóng chảy cao tương tự như của nước thông thường, nhưng đóng băng ở nhiệt độ cao hơn một chút. Nó được đề xuất như là chất làm giảm nhiệt không độc hại cho các ứng dụng làm mát trên tàu vũ trụ, trong đó băng D2O đóng vai trò giảm nhiệt để loại bỏ hơi nước trong không khí, nhưng không có rủi ro là hơi nước sẽ đóng băng thành nước đá, do băng D2O duy trì nhiệt độ quá cao để điều đó xảy ra. Xem bằng sáng chế số 5246061. Hệ thống như vậy vẫn chưa được thử nghiệm.

### Sản xuất triti
Triti là vật liệu quan trọng trong thiết kế vũ khí hạt nhân cho các vũ khí phân hạch khuếch đại và tác nhân mồi, cũng như trong các ứng dụng công nghiệp dân sự. Một số được tạo ra trong các lò phản ứng nước nặng khi đơteri bắt giữ neutron. Phản ứng này có thiết diện neutron nhỏ và chỉ sinh ra một lượng nhỏ triti, mặc dù đủ để việc làm sạch triti từ tác nhân điều tiết có thể là cần thiết sau vài năm, để giảm thiểu rủi ro đối với sự thoát ra của triti và phơi nhiễm phóng xạ.
Sản xuất một lượng lớn triti theo cách này đòi hỏi các lò phản ứng phải có thông lượng neutron rất cao, hoặc với tỷ lệ nước nặng rất cao so với nhiên liệu hạt nhân và hấp thụ neutron rất thấp bởi các vật liệu khác trong lò phản ứng. Triti sau đó có thể được phục hồi bằng tách đồng vị từ lượng đơteri lớn hơn rất nhiều, không giống như việc sản xuất triti hiện thời từ lithi-6, trong đó chỉ có tách hóa học là cần thiết.
Thiết diện hấp thụ của đơteri đối với các neutron nhiệt là 0,52 milibarn, trong khi của oxy-16 là 0,19 milibarn và oxy-17 là 0,24 barn. O17 chiếm 0,038% oxy tự nhiên, với thiết diện hấp thụ tổng thể là 0,28 milibarn. Vì thế trong D2O với oxy tự nhiên, 21% bắt neutron là thuộc oxy, một tỷ lệ có thể nâng cao nữa khi O17 tích lũy từ việc bắt neutron của O16. Bên cạnh đó, O17 bức xạ hạt alpha khi bắt giữ neutron, sinh ra cacbon-14 phóng xạ.